# チェロ協奏曲第9番 (ボッケリーニ)
チェロ協奏曲第9番 変ロ長調 G.482は、ルイジ・ボッケリーニが作曲したチェロ協奏曲。ボッケリーニのチェロ協奏曲の中でも広く知られている作品である。

## 概要
ボッケリーニはチェロ協奏曲を13曲残している（番号付きは12曲、そのうち1曲は番号なしで偽作）。チェロ協奏曲第9番は1770年頃か1785年頃に作曲されたとみられているが、未だに不明である。
第9番は1895年にドイツのチェリスト、フリードリヒ・W・グリュッツマッハーが校訂・編曲した版が出てから広く知られるようになった。ただし、20世紀半ばに発見されたボッケリーニの自筆譜との比較検証によって、異なる作品の楽章や断片を用い、チェロパートの技巧を19世紀の様式に改変した「グリュッツマッハーの編曲作品」と認定された。だが編曲が巧みなため、特に「グリュッツマッハー編」と併記され、ボッケリーニの作品の中で最も演奏頻度の多い作品となっている。またチェロ協奏曲第7番もグリュッツマッハーが編曲し、第9番とともに広く知られている。
グリュッツマッハー版では第1・第3楽章にカットが多く施され、第2楽章が他の協奏曲の転用であり、彼の自作のカデンツァも書かれている。1948年に自筆譜が発見されて以来、今日では原譜に従って演奏されることもあるが、現在でもなおグリュッツマッハー版も演奏される。

## 編成
自筆譜版は独奏チェロ、ホルン2、弦楽合奏。グリュッツマッハー版は独奏チェロ、オーボエ2、ホルン2、弦楽合奏。

## 構成
全3楽章の構成で演奏時間は約20分。
第1楽章 アレグロ・モデラート　変ロ長調　ソナタ形式
管弦楽による短い主題の前奏に続いてチェロのソロが第1主題を提示し、次いでヘ長調の第2主題が現れる。グリュッツマッハー版では前奏が大幅にカットされ、第4番と第5番のフレーズが挿入されている。
第2楽章
グリュッツマッハー版：アダージョ・ノン・トロッポ　ト短調
この楽章はチェロ協奏曲第7番の第2楽章を転用している。情感豊かな平穏な主題が現れ、展開して最後は静かな終わりを迎える。約7分。
原譜：アンダンテ・グラツィオーソ　変ホ長調
約4分と短いが、抒情的な楽章。
第3楽章 ロンド（アレグロ）　変ロ長調
ロンド形式。歯切れの良い軽快なリズムの主題を中心に、チェロの多彩な技巧を駆使して華やかなフィナーレが築かれる。グリュッツマッハー版では大幅なカットと共に、第4番のフレーズが挿入されている。